# 帕特里夏·史考蘭德
阿斯哈爾的史考蘭德女男爵帕特里夏·珍妮特·史考蘭德，KC，PC（英語：Patricia Janet Scotland, Baroness Scotland of Asthal，1955年8月19日—），英國工黨政治人物，於2015年英聯邦政府首腦會談獲選為英聯邦秘書長，2016年履新並任該職至2025年。
為英國首位黑人女性御用大律師，2007年至2010年期間更擔任英格蘭及威爾斯檢察總長，是該職位七百多年的首位女性。
現持英國及多米尼克雙重國籍。

## 早年
史考蘭德生於英屬背風群島多米尼克，皆信奉羅馬天主教的父母分別為安地卡島籍及多米尼克籍，她是家庭中十二名子女中的第十位。兩歲時，舉家遷至沃爾瑟姆斯托，其後到切爾姆斯福德於伦敦大学学院以外校生身份攻讀法律。分別於1977年在英國及1978年在多米尼克被授予出庭律師資格，專門負責家庭法。
1991年，成為御用大律師，是歷史上首名黑人女性。1997年，獲工黨提名晉爵，同年10月30日起擔任上議院議員。

## 政治生涯
自封爵起，曾先後獲委任為政府初級官員。2007年，成為首名女性英格蘭及威爾斯檢察總長，列席內閣。2010年大選工黨嘗敗，失去多數議席成為在野黨後，短任影子內閣成員。2012年獲任命為首相對南非貿易特使。

## 國際事務
2015年英聯邦政府首腦會談，受多米尼克提名擔任英聯邦秘書長，其後擊敗安提瓜和巴布达外交官羅納德·桑德斯當選，2016年上任。任內，馬爾代夫聲稱受英聯邦「不公平、不公正」的對待，並於2016年退出英聯邦，但在2020年重新成為成員國。